# Celfusie
Celfusie is een cellulair proces waarbij twee of meer cellen samensmelten tot een meerkernige nieuwe cel, het syncytium. Celfusie is essentieel bij de ontwikkeling van cellen, omdat ze bij de groei zo hun specifieke functie kunnen behouden. Het vindt plaats bij de differentiatie van spier-, bot- en trofoblastcellen tijdens de embryogenese en de morfogenese.
Bij de celfusie versmelten de plasmamembranen van twee cellen. Als alleen de celbranen versmelten ontstaat een cel met twee celkernen en is het een heterokaryon (cybride). Versmelten ook nog de kernmembranen, dan wordt er een cel met één kern gevormd, waarbij het aantal chromosomen verdubbelt en ontstaat bij veel organismen een tetraploïde cel. Celfusie is een belangrijke stap bij de hybridomtechniek voor het winnen van monoklonale antilichamen.